# Denis „Marshall“ Ölmez

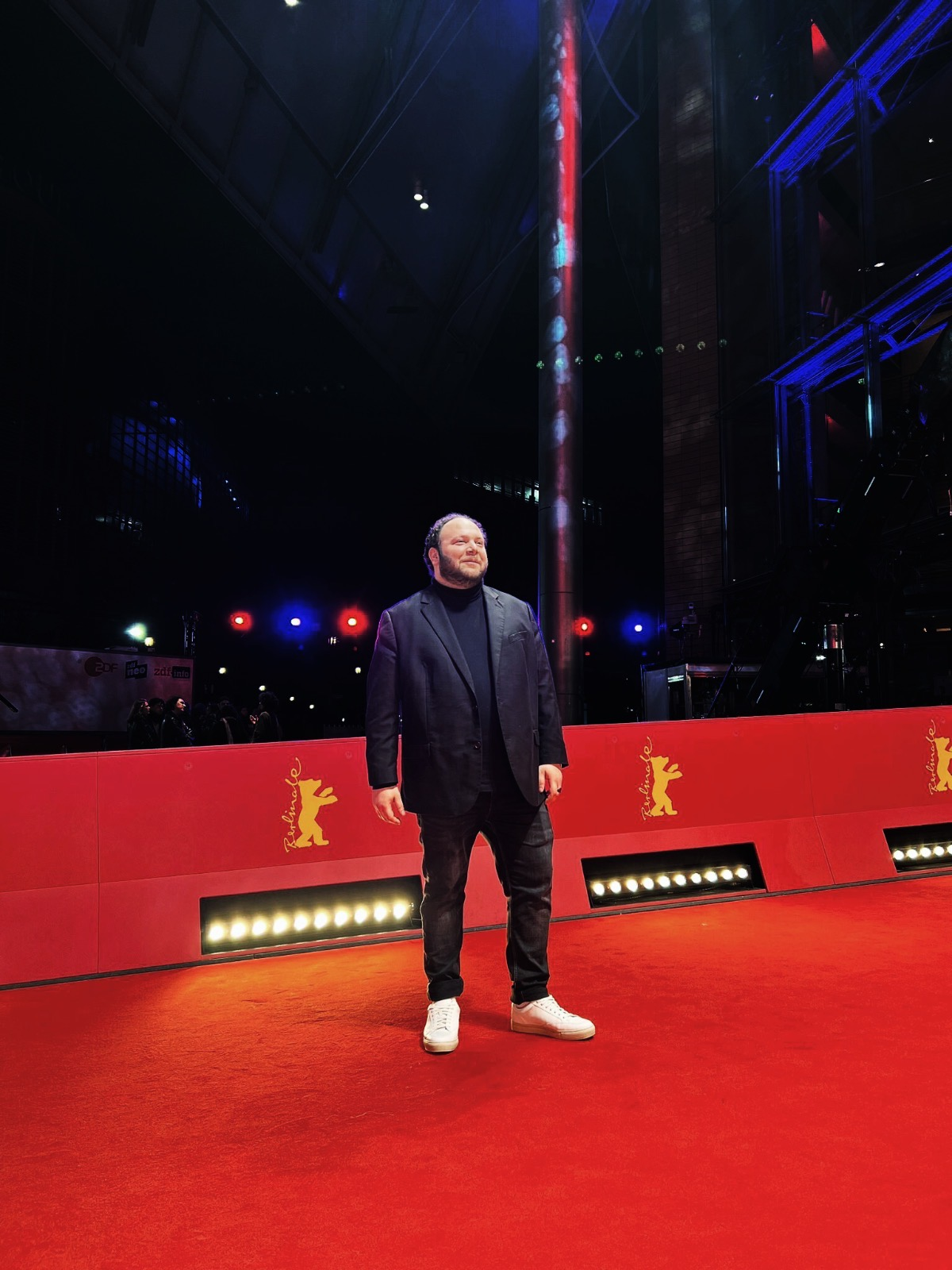
Denis "Marshall" Ölmez, Berlinale 2023

Denis "Marshall" Ölmez (* 3. September 1984 in Köln) ist ein deutscher Schauspieler und Stuntkoordinator.

## Werdegang
Denis "Marshall" Ölmez wurde in Köln geboren und wuchs dort zweisprachig bei seiner italienischen Mutter auf. Von 2004 bis 2007 absolvierte er eine Schauspiel- und Stuntausbildung an einer privaten Schauspiel- und Stuntschule, nachdem er als Jugendlicher über mehrere Jahre Stuntunterricht genommen und in verschiedenen Projekten Schauspielerfahrung gesammelt hatte. In den folgenden Jahren wirkte er in Theater-, Werbe-, Fernseh- und Spielfilmproduktionen mit und sammelte internationale Dreherfahrung. 2015 folgte eine Weiterbildung in der Meisner-Technik bei MartzWalker Meisner Acting Berlin, 2017 und 2019 Weiterbildungen in der Chubbuck-Technik bei Tim Garde. Ab 2019 spielte Marshall für 1,5 Jahre die Rolle des Antoine Dumont in der RTL-TV-Serie Unter uns. In dem 2020 erschienenen Tatort: Gefangen übernahm er die Rolle des Psychiatrieinsassen Walter. In den Jahren 2013 und 2014 spielte er diverse Rollen in Rausgemobbt.de (Tournee-Theater).
Marshall betreibt in Köln die Stuntschule „Stunt-it!“ für Kinder und Jugendliche und unterrichtet Bühnenkampf und Filmfighting an deutschen Schauspielschulen. Als Stuntkoordinator war er unter anderem für die preisgekrönte Horror-Comedy-Web-Serie Discocalypse und den vielfach ausgezeichneten Spielfilm Label Me tätig.

## Filmografie (Auswahl)
- 2010: Broken Comedy (Fernsehserie), Regie: John E. Lyon Sullivan
- 2015: Discocalypse (Webserie), Regie: Dirk Rosenlöcher
- 2018: Team 13 – Freundschaft zählt, Regie: Mario Zozin
- 2020: Tatort: Gefangen, Regie: Isabel Prahl
- 2020: Hyperland, Regie: Mario Sixtus
- 2020: Unter uns
- 2020: Die Carolin Kebekus Show
- 2021: Tarantella, Regie: Nuno-Miguel Wong
- 2022: Rheingold, Regie: Fatih Akin
- 2023: Unsere wunderbaren Jahre 2, Regie: Mira Thiel
- 2023: WaPo Duisburg (Folge: Die Kranführerin) Regie: Matthias Koßmehl
- 2023: Entführt – 14 Tage überleben, Regie: Marc Rothemund
- 2023: 791 km, Regie: Tobi Baumann
- 2024: Sløborn, Regie: Christian Alvart
- 2024: Bauchgefühl (Folge: Dr. Roithner), Regie: Esther Rauch
- 2024: Mord mit Aussicht (Folge: Maibaum-Massaker), Regie: Markus Sehr
- 2024: Opera Reloaded (Folge: Der Fall Rigo - Basierend auf der Oper Rigoletto), Regie: Matthias Bollwerk
- 2025: Eine mit Herz – Familiengeheimnisse, Regie: Thomas Freundner
- 2025: Tatort: Fiderallala